# Ewa Andrzejewska (reżyser)

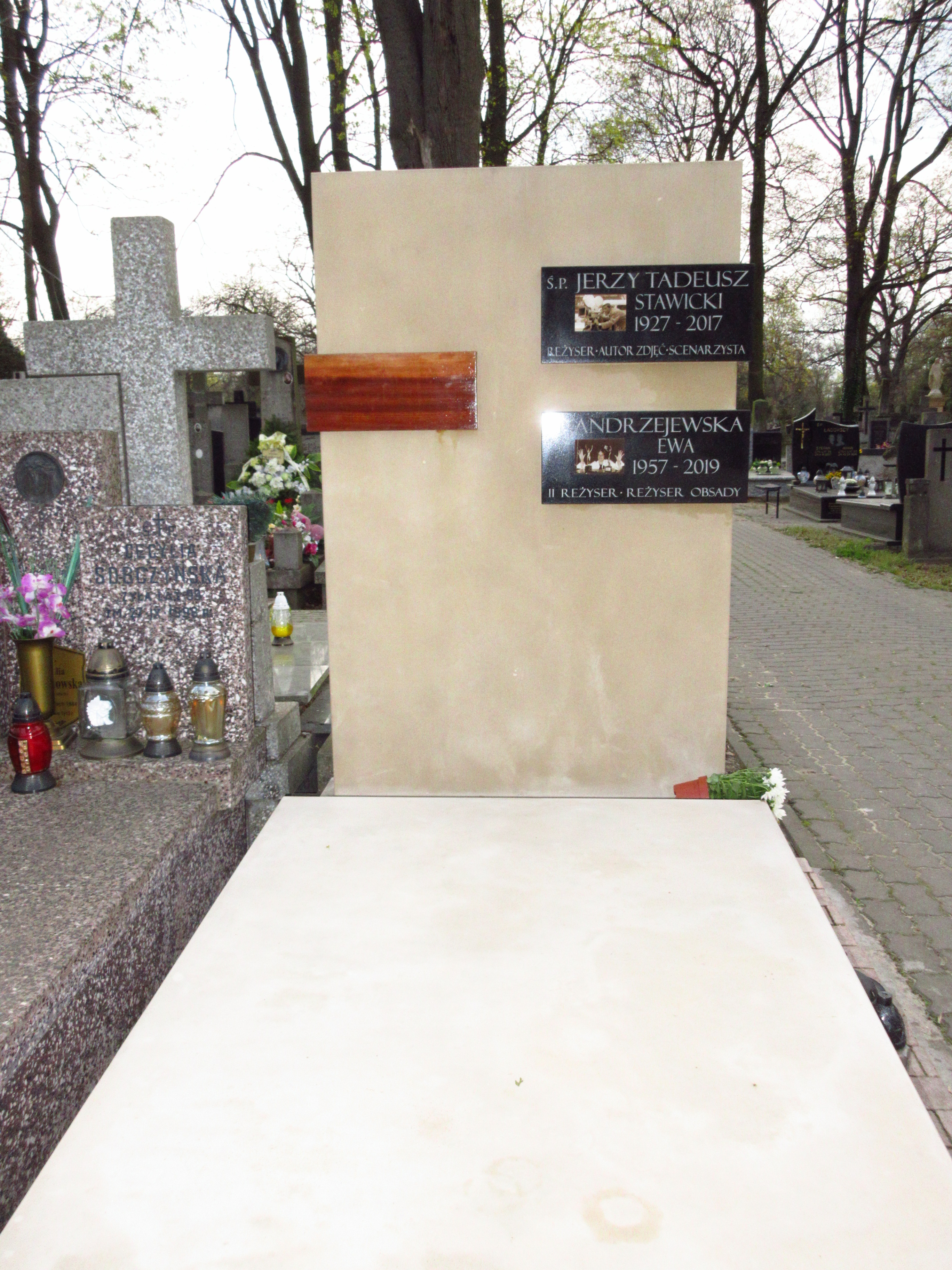
Grób Ewy Andrzejewskiej i Jerzego Stawickiego na cmentarzu Bródnowskim

Ewa Andrzejewska (ur. 29 listopada 1957, zm. 19 września 2019 w Warszawie) – polska reżyser filmowa. Żona Jerzego Stawickiego.

## Filmografia
- Latawiec (1982) - współpraca reżyserska;
- Wszystko powiem Lilce (1984) - współpraca reżyserska;
- Trzy młyny (1984) - sekretariat planu;
- Dom wariatów (1984) - sekretariat planu;
- Ognisty anioł (1985) - asystent reżysera;
- Kochankowie mojej mamy (1985) - sekretariat planu;
- Legend of the white horse (1986) - asystent reżysera (II asystent), sekretariat planu;
- Pociąg do Hollywood (1987) - współpraca reżyserska, sekretariat planu;
- I skrzypce przestały grać (And the Violins Stopped Playing; 1988) - współpraca reżyserska;
- Żelazną ręką (1989) - film fabularny - reżyser II;
- Kanclerz (1989) - współpraca reżyserska;
- Marie Curie. Une femme honorable (1990) - reżyser II;
- Polski crush (1993) - reżyser II;
- Kolejność uczuć (1993) - współpraca reżyserska;
- Zawrócony (1994) - reżyser II;
- Molly (1994) - współpraca reżyserska;
- Spellbinder (1995) - współpraca scenograficzna, casting (reżyseria obsady);
- Pokuszenie (1995) - reżyser II;
- Docteur Semmelweis (1995) - reżyser II;
- Cwał (1995) - współpraca reżyserska;
- Opowieści weekendowe: Niepisane prawa (1996) - współpraca reżyserska;
- Opowieści weekendowe: Urok wszeteczny (1996) - współpraca reżyserska;
- Opowieści weekendowe: Słaba wiara (1996) - współpraca reżyserska;
- Opowieści weekendowe: Damski interes (1996) - współpraca reżyserska;
- Bar Atlantic (1996) - reżyser II;
- Taekwondo (1997) - casting (reżyseria obsady);
- Spellbinder. Land of the dragon lord (1997) - asystent reżysera, casting (reżyseria obsady);
- Prostytutki (1997) - współpraca reżyserska;
- Opowieści weekendowe: Linia opóźniająca (1997) - współpraca reżyserska;
- Opowieści weekendowe: Ostatni krąg (1997) - współpraca reżyserska;
- Opowieści weekendowe: Dusza śpiewa (1997) - współpraca reżyserska;
- Nic (1998) - reżyser II;
- Litwo, ojczyzno moja... (1998) - casting (reżyseria obsady);
- Miodowe lata (1998-2003) - casting (reżyseria obsady);
- Podróże (Voyages; 1999) - casting, reżyseria obsady;
- Ostatnia misja (1999) - reżyser II;
- Jak narkotyk (1999) - reżyser II;
- Weiser (2000) - reżyser II, casting (reżyseria obsady);
- Święta polskie: Noc świętego Mikołaja (2000) - reżyser II;
- Prymas. Trzy lata z tysiąca (2000) - współpraca reżyserska;
- Izabela (2000) - reżyser II;
- Tam i z powrotem (2001) - reżyser II;
- Boże skrawki (2001) - reżyser II, casting (reżyseria obsady);
- Sfora (2002) - reżyser II;
- Kasia i Tomek (2002) - reżyser II;
- Sfora: Bez litości (2002) - reżyser II;
- Święta polskie Długi weekend (2004) - reżyser II;
- Dziupla Cezara (2004) - współpraca realizatorska (casting);
- Camera Café (2004) - casting (reżyseria obsady);
- Całkiem nowe lata miodowe (2004) - casting (reżyseria obsady);
- Bulionerzy (2004-2006) - casting (reżyseria obsady);
- Wróżby kumaka (2005) - casting (reżyseria obsady);
- Niania (2005-2009) - casting (reżyseria obsady);
- U fryzjera (2006) - reżyser II, casting (reżyseria obsady);
- Ranczo (2006-2016) - reżyser II, casting (reżyseria obsady);
- Świadek konny (2007) - casting (reżyseria obsady);
- Ranczo Wilkowyje (2007) - reżyser II, casting (reżyseria obsady);
- Odwróceni (2007) - casting (reżyseria obsady);
- Halo Hans! (2007) - casting (reżyseria obsady);
- Mała wielka miłość (2008) - casting (reżyseria obsady);
- Doręczyciel (2008) - casting (reżyseria obsady);
- Ojciec Mateusz (2008) - redakcja (redaktor techniczny; seria XIX-XX), reżyser II (odcinki: 14-66);
- Enen (2009) - reżyser II;
- Różyczka (2010) - reżyser II, casting (reżyseria obsady);
- Ludzie Chudego (2010-2011) - casting (reżyseria obsady);
- W imieniu diabła (2011) - reżyser II, casting (reżyseria obsady);
- Siła wyższa (2011) - reżyser II, casting (reżyseria obsady);
- Na krawędzi (2012-2013) - casting (reżyseria obsady);
- Dziewczyny ze Lwowa (2015-2019) - reżyser II, casting (reżyseria obsady);
- Ekspedycja (2018) - reżyser II.